# Viola fischeri
Viola fischeri är en violväxtart som beskrevs av Wilhelm Becker. Viola fischeri ingår i släktet violer, och familjen violväxter. Inga underarter finns listade i Catalogue of Life.